# Jean-Armel Kana-Biyik
Jean-Armel Kana-Biyik (sinh ngày 3 tháng 7 năm 1989) là một cầu thủ bóng đá chuyên nghiệp hiện tại đang thi đấu ở vị trí hậu vệ. Sinh ra tại Pháp, anh đại diện cho Cameroon trên đấu trường quốc tế.

## Sự nghiệp thi đấu

### Le Havre, Rennes và Toulouse
Kana-Biyik bắt đầu sự nghiệp của mình tại câu lạc bộ Le Havre vào năm 2005 và được đôn lên đội 1 vào năm 2008, anh ra mắt vào ngày 22 tháng 2 năm 2008, trong trận gặp Dijon tại Ligue 2. Ngày 21 tháng 6 năm 2010, Kana-Biyik ký hợp đồng 4 năm với câu lạc bộ Rennes. Anh gia nhập câu lạc bộ Toulouse vào ngày 10 tháng 1 năm 2015 bằng bản hợp đồng kéo dài 2 năm rưỡi.

### Kayserispor
Tháng 8 năm 2016, Kana-Biyik rời Toulouse để gia nhập câu lạc bộ Kayserispor tại Süper Lig. Kana-Biyik đã ra sân 150 lần tại Ligue 1 trước khi chuyển đến Thổ Nhĩ Kỳ.

### Gaziantep và Metz
Tháng 7 năm 2019, Kana-Biyik gia nhập câu lạc bộ Gazişehir Gaziantep. Tháng 1 năm 2022, anh ký hợp đồng với câu lạc bộ quê hương, Metz.

## Sự nghiệp quốc tế
Kana-Biyik đã từng đại diện cho đội tuyển U-21 Pháp. Năm 2012, anh quyết định thi đấu cho Cameroon ở cấp độ đội tuyển. Anh giã từ sự nghiệp đội tuyển Cameroon vào tháng 9 năm 2019, có 6 lần ra sân.

## Đời tư
Anh là con trai của cựu cầu thủ bóng đá Cameroon, André Kana-Biyik.

## Danh hiệu
Le Havre
- Ligue 2: 2007–08